# Potrerillos (El Paraíso)
Potrerillos es un municipio del departamento de El Paraíso en la República de Honduras.

## Toponimia
Potrerillos es un diminutivo de potrero.

## Límites
Potrerillos está rodeado por una serie de colinas, lo riega el Río Azul y Río Grande, su cabecera tiene las Quebrada El Robledal y Quebrada Las Delicias.
| Orientación | Límite                             |
| ----------- | ---------------------------------- |
| Norte       | Municipio de Morocelí, El Paraíso  |
| Sur         | Municipio de Yuscarán, El Paraíso  |
| Sur         | Municipio de Jacaleapa, El Paraíso |
| Este        | Municipio de Jacaleapa, El Paraíso |
| Oeste       | Municipio de Yuscarán, El Paraíso  |

## Historia
En 1801, en el recuento de población de 1801 aparece como "Mineral de Potrerillos" formando parte de la Tenencia de Danlí.
En 1900, se le dio categoría de Municipio.

## División Política
Aldeas: 8 (2013)
Caseríos: 40 (2013)
| Código | Aldea                                |
| ------ | ------------------------------------ |
| 071001 | Potrerillos (cabecera del municipio) |
| 071002 | El Junquillo                         |
| 071003 | El Limoncillo                        |
| 071004 | Las Crucitas                         |
| 071005 | Las Delicias                         |
| 071006 | Loma de Enmedio                      |
| 071007 | Lomanillos                           |
| 071008 | Sabana Redonda                       |